# Incorporatie (taalkunde)
Incorporatie is in de taalkunde het verschijnsel dat een bepaalde vorm van het werkwoord meerdere betekenissen tegelijk uitdrukt, doordat een of meerdere argumenten - vooral zelfstandige naamwoorden - in het werkwoord zelf worden opgenomen. Het werkwoord of de werkwoordsvorm verandert hierdoor in een soort samenstelling.
Incorporatie is niet typerend voor een polysynthetische taal, hoewel het verschijnsel wel met name veel in deze talen voorkomt. Polysynthetisme betreft echter alleen het invoegen van morfemen in allerlei andere woorden en woordvormen. Dit kunnen werkwoorden zijn, maar ook andere woordsoorten.

## Voorbeelden

#### Nederlands
In het hedendaagse Nederlands is het verschijnsel incorporatie niet erg productief. Het werkwoord stof-zuigen lijkt een voorbeeld, maar dit is ontstaan door middel van retrograde vorming als de samenstelling stofzuiger er al eerder was. Het enige echte voorbeeld van incorporatie in modern Nederlands is waarschijnlijk het werkwoord bumperkleven.

#### Oneida
Het Mohawk, Oneida, Tsjoektsjisch en Cheyenne zijn voorbeelden van talen met incorporatie. Het volgende voorbeeld toont incorporatie in het Oneida:
| waʔkhninú: ne kanaktaʔ   |       |        |      |  |    |  |         |       |        |
| waʔ-                     | k-    | hninu- | ':   |  | ne |  | ka-     | nakt- | aʔ     |
| VERLEDEN TIJD-           | 1.SG- | kopen- | PUNC |  | ne |  | PREFIX- | bed-  | SUFFIX |
| "Ik heb het bed gekocht" |       |        |      |  |    |  |         |       |        |

De werkwoordsstam hninu wordt gecombineerd met een markeerder die ruwweg de verleden tijd aangeeft. Een andere markeerder geeft de eerste persoon enkelvoud aan, en de markeerder PUNC geeft het perfectief aspect weer. Het lijdend voorwerp (kanaktaʔ) staat achter het werkwoord, waarbij het woord -ne de bepaling aangeeft (het gaat om het bed, niet een willekeurig bed).
De volgende zin betekent hetzelfde, maar nu met incorporatie van het zelfstandig naamwoord:
| waʔkenaktahninú: |       |       |       |        |      |
| waʔ- | ke-   | nakt- | a-    | hninu- | ':   |
| FACT- | 1.SG- | bed-  | EPEN- | kopen- | PUNC |
| "Ik heb een bed gekocht" (letterlijk: Van alles wat ik doe, het kopen van een bed is er een van, of zelfs: Ik ben een beddenkoper). |       |       |       |        |      |

De stam met de betekenis "bed" is geïncorporeerd in de werkwoordsvorm en staat nu vóór het werkwoord. Daarnaast is de persoonsmarkeerder k- om puur fonetische redenen veranderd in ke-: een voorbeeld van allomorfie. Ten slotte is er om een te lange medeklinkercluster te vermijden een epenthetische a- verschenen tussen de stam van het zelfstandig naamwoord en die van het werkwoord. Let op dat door de incorporatie de bepaling - en dus het woord ne,- niet meer van toepassing is.

## Betekenis van incorporatie
Hoewel zinnen met incorporatie strikt genomen hetzelfde betekenen als zinnen zonder incorporatie, is er wel degelijk een verschil in perspectief. Vaak maar niet altijd schept de geïncorporeerde vorm een grotere afstand tot het argument, waardoor de verwijzing een onbepaalder karakter krijgt (zie ook bepaaldheid). Soms worden hierdoor echt nieuwe betekenissen geschapen, zoals in deze twee Japanse zinnen:
- 目を覚ます me o samasu , "de ogen open doen/ wakker worden".
- 目覚まし mezamashi, "wekker".

## Transitief / niet-transitief
Door incorporatie van het argument verandert het transitieve werkwoord over het algemeen in een niet-transitief werkwoord en wordt vaak ook als zodanig gemarkeerd. De zin "De man is hout aan het hakken" kan op 2 manieren in het Lakota worden vertaald:
- wičháša ki čą ki kaksáhe (transitief)
- wičháša ki čą-kaksáhe (intransitief)

In de tweede zin is het lijdend voorwerp (čą) ingecorporeerd in de werkwoordsvorm die daardoor letterlijk "hout hakken" betekent.